# Eigil Hansen
Eigil Hansen (født 3. februar 1922 i København, død 21. januar 1991 i Vallensbæk) var en dansk hockeyspiller, der deltog på det danske landshold ved OL 1948 i London. Eigil Hansen spillede for Københavns Hockeyklub og opnåede i alt 13 landskampe i perioden 1947-1956.
Ved OL i 1948 blev Danmark nummer 13 og sidst efter tre nederlag og et uafgjort resultat i den indledende pulje; dermed var Danmark elimineret fra turneringen. Eigil Hansen spillede alle fire kampe uden at score.